# Mischberg
Der Mischberg ist ein 324 m ü. NHN hoher Berg im Wasgau, einem Teilbereich des Pfälzerwaldes.

## Geographie

### Lage
Der Mischberg befindet sich an der Gemarkungsgrenze der Ortsgemeinden Hauenstein und Wilgartswiesen. An seinem West- sowie an seinem Südhang erstrecken sich Wohngebiete von Hauenstein. Der Berg selbst liegt am Nordrand des Wasgaus, wie der südliche Teil des Pfälzerwaldes genannt wird. An seinem Nordosthang befindet sich der Kohlwoog, der samt seinem Abfluss zum Flusssystem der Queich gehört. Östlich befindet sich der 336 Meter hohe Neding, wodurch er lediglich eine geringe Dominanz besitzt. Bereits unmittelbar nördlich erstreckt sich die zum Mittleren Pfälzerwald gehörende Frankenweide.

### Naturräumliche Zuordnung
1. Großregion 1. Ordnung: Schichtstufenland beiderseits des Oberrheingrabens
2. Großregion 2. Ordnung: Pfälzisch-saarländisches Schichtstufenland
3. Großregion 3. Ordnung: Pfälzerwald
4. Region 4. Ordnung (Haupteinheit): Wasgau
5. Region 5. Ordnung: Dahn-Annweiler Felsenland

## Verkehr
An seinem Westhang verläuft die Landesstraße 495 und an seinem Nordhang die Bahnstrecke Landau–Rohrbach. An Letzterer befindet sich am Nordostfuß des Berges seit 2010 der Haltepunkt Hauenstein-Mitte, der der besseren Erschließung Hauensteins dient; dennoch befindet er sich bereits auf Gemarkung von Wilgartswiesen.

## Wirtschaft
An seinem Nordhang wird mittlerweile ein Gewerbegebiet erschlossen.

## Tourismus
An seinem Westhang führt – parallel zur Landesstraße – der von Wilgartswiesen nach Hornbach verlaufende Pirminius-Radweg. Entlang seines Südhangs verlaufen der Prädikatswanderweg Pfälzer Waldpfad, der Höcherbergweg, der Hauensteiner Schusterpfad und der mit einem gelb-roten Balken markierte Wanderweg, der eine Verbindung mit dem Wellbachtal sowie nach Rülzheim herstellt.
An seinem Osthang entlang führt der mit einem blau-gelben Balken gekennzeichnete Wanderweg der eine Verbindung mit Lauterecken und Sankt Germanshof schafft.